# River Inman
River Inman är ett vattendrag i Australien. Det ligger i delstaten South Australia, omkring 71 kilometer söder om delstatshuvudstaden Adelaide.
Genomsnittlig årsnederbörd är 766 millimeter. Den regnigaste månaden är juni, med i genomsnitt 142 mm nederbörd, och den torraste är december, med 22 mm nederbörd.